# 东城管理委员会 (灵石县)
东城管理委员会，是中华人民共和国山西省晋中市灵石县下辖的一个类似乡级单位。

## 行政区划
东城管理委员会下辖以下地区：
朝阳社区、光明社区、新华社区、灯特社区、天星社区、中凯社区、通宇社区和城东社区。